# Bure (Meuse)
Bure település Franciaországban, Meuse megyében. Lakosainak száma 88 fő (2022. január 1.). Bure Cirfontaines-en-Ornois, Gillaumé, Saudron, Mandres-en-Barrois, Montiers-sur-Saulx és Ribeaucourt községekkel határos.

## Népesség
A település népességének változása:
| Lakosok száma | 119  | 105  | 92   | 91   | 82   | 82   | 84   | 81   | 79   | 88   |
|               | 1968 | 1982 | 1990 | 2006 | 2013 | 2015 | 2017 | 2019 | 2020 | 2022 |